# Daniel Adamiec
Daniel Adamiec (ur. 5 kwietnia 1995) – polski pięściarz, mistrz Polski, uczestnik mistrzostw Europy.
Zawodnik Rushha Kielce. Złoty medalista mistrzostw Polski seniorów w wadze lekkopółśredniej (2015; pokonał w finale Kazimierza Łęgowskiego) i średniej (2016; pokonał w finale Bartosza Gołębiewskiego). Wicemistrz Polski seniorów w wadze średniej (2017) i brązowy medalista mistrzostw Polski seniorów w wadze lekkopółśredniej (2014).
Medalista młodzieżowych mistrzostw Polski: złoty w wadze półśredniej (2015), brązowy w wadze średniej (2017) i brązowy w wadze lekkopółśredniej (2014).
Dwukrotny mistrz Polski juniorów: w wadze lekkiej (2012) i lekkopółśredniej (2013).
W 2015 uczestniczył w mistrzostwach Europy seniorów w bułgarskim Samokowie, przegrywając na punkty (1:2) w pierwszej walce z Niemcem Kastriotem Sopą. W czerwcu 2016 bezskutecznie ubiegał się o kwalifikację na igrzyska olimpijskie w Rio de Janeiro podczas turnieju w Baku – przegrał w pierwszej walce z Mołdawianinem Wasilijem Belousem.
Uczestniczył w mistrzostwach Europy kadetów we Lwowie (2010), docierając w nich do ćwierćfinału. Wystąpił również w mistrzostwach świata juniorów w Erywaniu (2012), mistrzostwach Europy juniorów w Rotterdamie (2013) i mistrzostwach Europy U-22 w rumuńskim mieście Braiła (2017).